# Golden Valley (Minnesota)
Golden Valley é uma cidade localizada no estado americano do Minnesota, no Condado de Hennepin.

## Demografia
Segundo o censo americano de 2000, a sua população era de 20.281 habitantes.
Em 2006, foi estimada uma população de 19.921, um decréscimo de 360 (-1.8%).

## Geografia
De acordo com o United States Census Bureau tem uma área de 27,2 km², dos quais 26,5 km² cobertos por terra e 0,7 km² cobertos por água.

## Localidades na vizinhança
O diagrama seguinte representa as localidades num raio de 8 km ao redor de Golden Valley.